# Осока дерниста
Осока дерниста (Carex cespitosa) — вид рослин родини осокові (Cyperaceae), поширений у помірних, гірських і бореальних зонах Європи й Азії, від Іспанії до Японії.

## Опис
Багаторічна трав'яниста рослина 25–50 см заввишки. Коріння з сірими кореневими волосками, лише у наймолодших коренів вони жовті або світло-жовті. Нижні лускоподібні листки вишнево або темно-червоні. Вісь репродуктивного пагона, як і листові пластинки, по обидва боки без сосочків. Мішечки еліптичні, без жилок.

## Поширення
Поширений у помірних, гірських і бореальних зонах Європи й Азії, від Іспанії до Японії.
В Україні зростає на сирих торф'янистих луках, низинних болотах — в Поліссі спорадично; на решті території (крім Карпат і Криму) зрідка; в Степу дуже рідко.

## Галерея

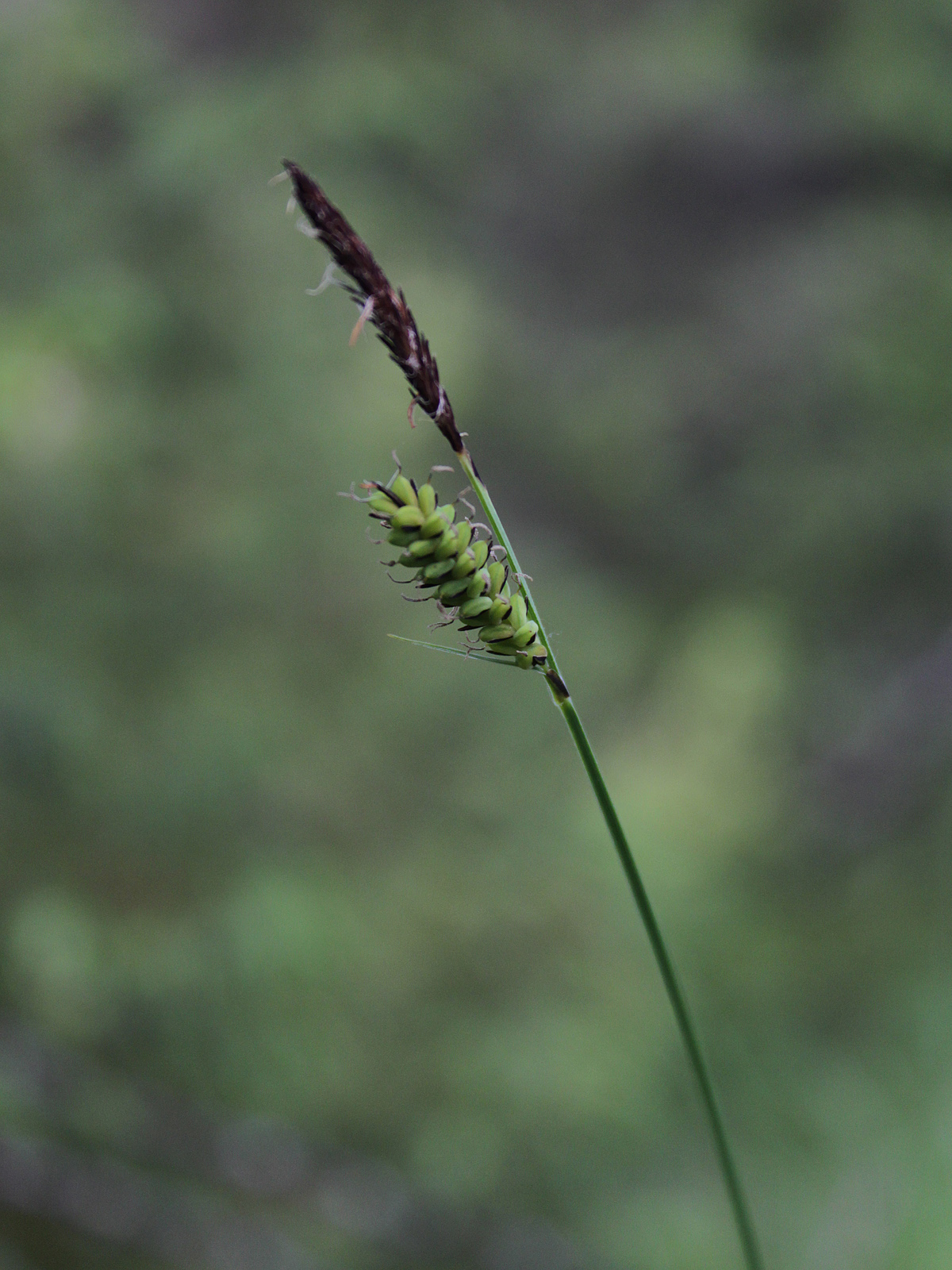
суцвіття
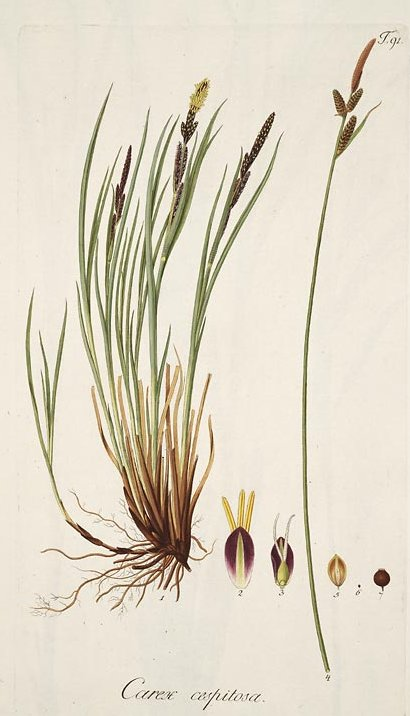
ілюстрація